# Iatmul
La popolazione Iatmul vive in Papua Nuova Guinea ed è composta da circa 10000 persone.
Essi vivono nell'area attraversata dalla parte centrale del fiume Sepik, nel nord dello stato. L'andamento del corso d'acqua ha carattere stagionale, e nel periodo delle piogge allaga vaste aree della zona. La vita in quel periodo si svolge prevalentemente nei villaggi e l'unico mezzo di spostamento è la canoa. I villaggi sono composti generalmente da alcune centinaia di individui, divisi tradizionalmente in clan. Prima che l'amministrazione coloniale inglese lo impedisse, gli Iatmul erano cacciatori di teste e praticavano il cannibalismo rituale.
La lingua parlata è chiamata Ndu ed è la più conosciuta tra quelle proposte per la categorizzazione Lingue Sepik.
I primi contatti con europei risalgono agli anni trenta, quando i primi missionari giunsero sul posto. La migrazione verso altre zone della Nuova Guinea o verso l'esterno è stata di oltre il 50%. 
Gli Iatmul, ed in particolare il loro rituale "Naven", sono stati studiati negli anni 30 dall'antropologo britannico Gregory Bateson, che pubblicò "Naven, un rituale di travestimento in Nuova Guinea ", una delle più importanti monografie etnografiche della storia dell'antropologia.